# رمانه (اسرائیل)
اسرائیل رمانه (به لاتین: Rumana, Israel) یک منطقهٔ مسکونی در اسرائیل است که در شمال واقع شده‌است. جمعیت این منطقه طبق سرشماری ۲۰۱۵ حدود ۱٬۱۲۹ برآورد شد.